# 約書亞樹國家公園
約書亞樹國家公園（英語：Joshua Tree National Park）是一個位於南加州的美國國家公園。該公園由美國國會通過1994年《加里福尼亞沙漠保護法》而成立。在這之前，約書亞樹曾是一個國家紀念區。約書亞樹國家公園的命名來自於約書亞樹，一種大型絲蘭，同時也是莫哈維沙漠的代表性植物。约书亚树国家公园占地790,636英畝（319,959公頃），一片比罗得岛州稍小
点的区域。该公园的大部分，大约429,690英畝（173,890公頃）被指定为公共莽原区。该公园跨越圣贝纳迪诺县/里弗赛德县边界，包括两个沙漠的部分地区，每个沙漠的生态系统特征主要由海拔决定：海拔较高的莫哈韦沙漠和海拔较低的科罗拉多沙漠。小圣贝纳迪诺山脉贯穿该公园的西南边界。

## 地理和植物生态

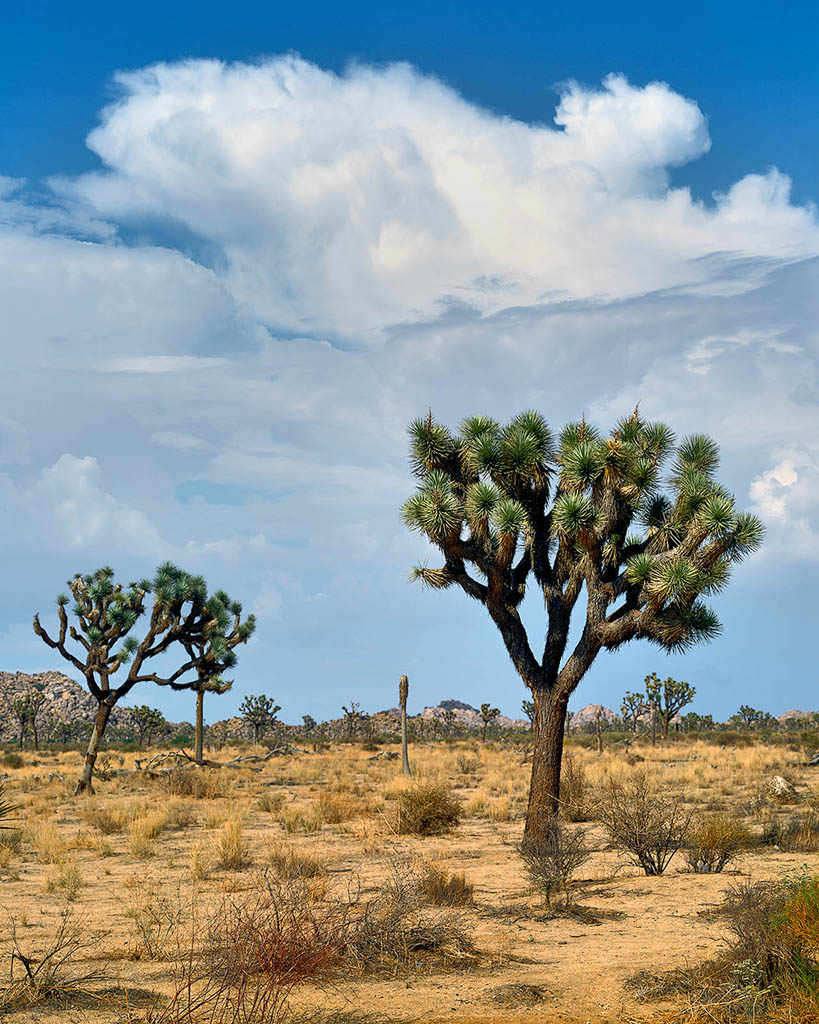
该公园以约书亚树命名

### 莫哈韦沙漠
莫哈韦沙漠不仅纬度较高，而且温度要稍微低些，是命名该公园的短叶丝兰——约书亚树的特殊栖息地。约书亚树以从茂密的森林到远远间隔的实例等各种形式出现。除了约书亚树森林之外，该公园的西部包括加州沙漠里发现的最有趣的地质外观。这片景观的主要特征是裸露的岩石丘陵，通常会有松散的巨砾突然出现。这些丘陵在攀岩运动和攀援运动的热心人士之间广受欢迎。这些岩石丘陵间的平地上稀稀疏疏地林立着约书亚树。这些约书亚树还与巨砾堆和大岩石在一起使得这片景观超越了现实一样。
该公园的空地上主要生长着约书亚树，但露出地表的岩石间则有矮松、加州刺柏（拉丁学名为：Juniperus californica；中文学名为：刺柏属加州种）和低矮的橡树。然而，这些生物群落正处于一定的压力之下。直到1930年代，那时的气候要多雨的多。诱导了黑色风暴事件（或称肮脏的三十年代是1930-1936年（个别地区持续至1940年）期间发生在北美的一系列沙尘暴侵袭事件。）的同样燥热环境影响了当地的气候。这类天气循环并不新鲜，但当更多的雨循环周期恢复时，原生的植物并没有茁壮生长，其区别可能在于人类的发展。牧牛削减了一些自然覆盖物并使其对气候的变化抵抗性减弱。但更大的问题似乎是物种的入侵，诸如早雀麦。这些入侵物种提供了双倍的活力。多雨期间，松树和橡树下面和之间长满了这些入侵物种。而干旱时刻，它们这些入侵植物枝叶枯萎（而根部仍活），但腐烂并不快。该情况使得野火更热，而且更加具有破坏性——烧死了一些本可以存活下来的树木。当烧毁的地区再次恢复生机之时，这些非土生的草形成了一层厚厚的草皮，使得松树和橡树苗木（幼苗）更难获得一块地让其根固定生长了。

### 科罗拉多沙漠
科罗拉多沙漠海拔低于3000英尺（910米），环绕着约书亚树国家公园的东部，其主要特征为墨西哥三齿拉瑞阿低矮丛林、墨西哥刺木、沙漠滨藜和包括丝兰和灌木仙人掌（拉丁学名为：Cylindropuntia bigelovii中文学名为：圆柱仙人掌属比氏种）混合的低矮丛林的生存环境。有如此仙人掌密度的地方看上去就像自然花园一样。该公园的东南面则是纬度较低而且拥有沙质土草地和沙丘的考尔切勒谷（Coachella Valley）。
加州唯一土生的棕榈树——加州蒲葵（拉丁学名为：Washingtonia filifera；中文学名为：华盛顿属野生丝状蒲葵）——自然生长在此公园里的五块绿洲上。这些绿洲不仅是全年水自然出现而且是各种形式的野生生物多如牛毛的罕见地区。

## 地质状况

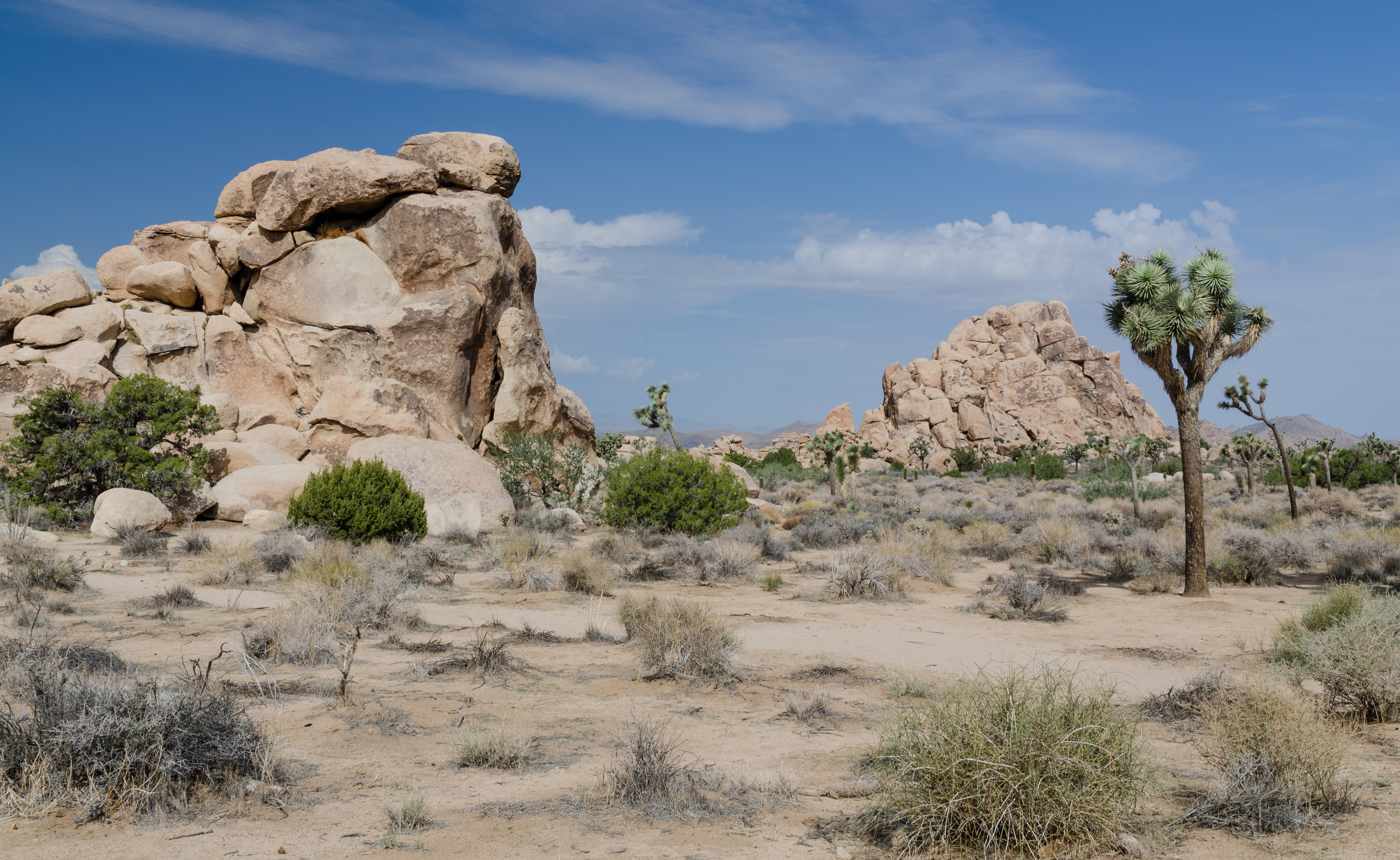
國家公園内的一處荒野

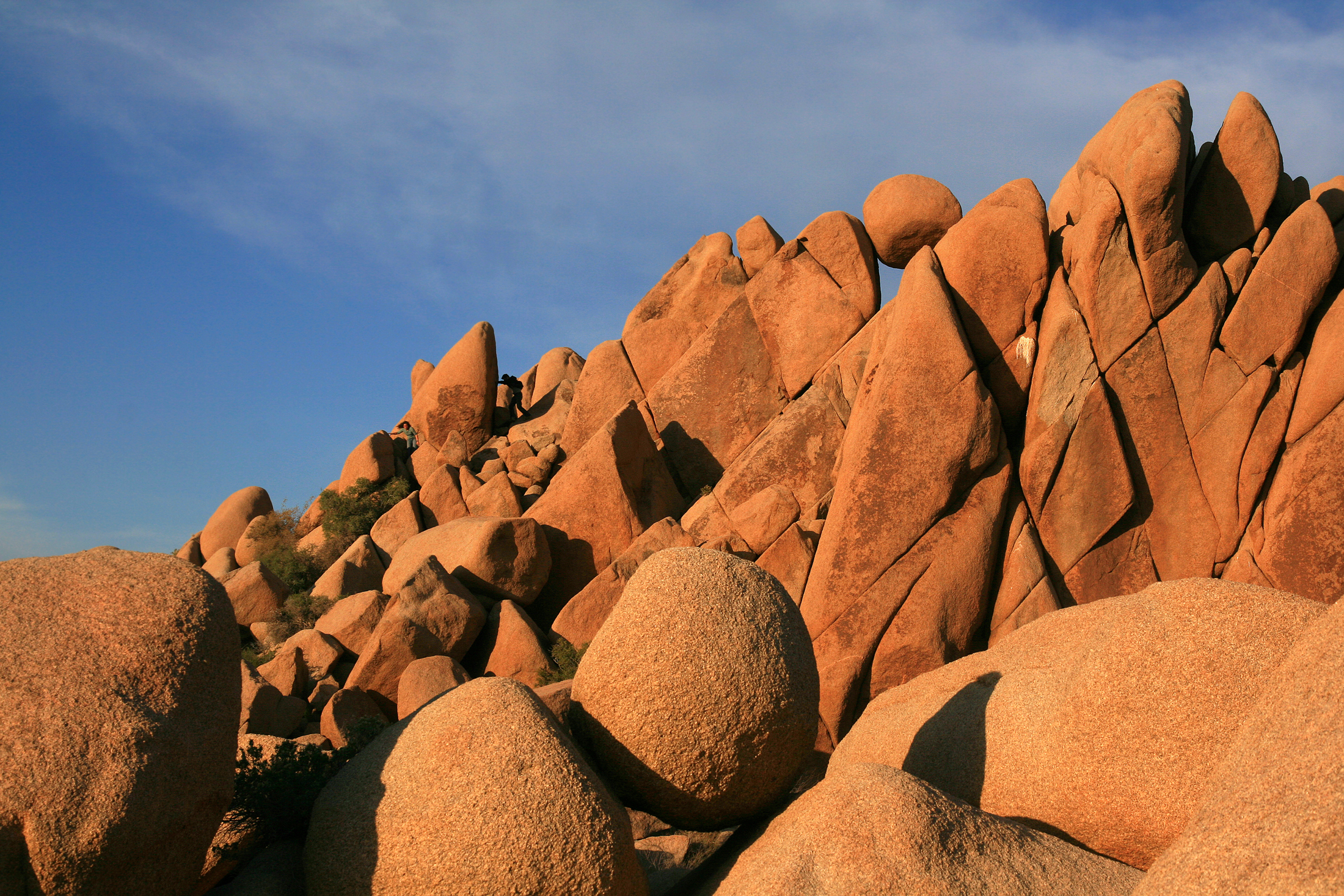
巨型大理石

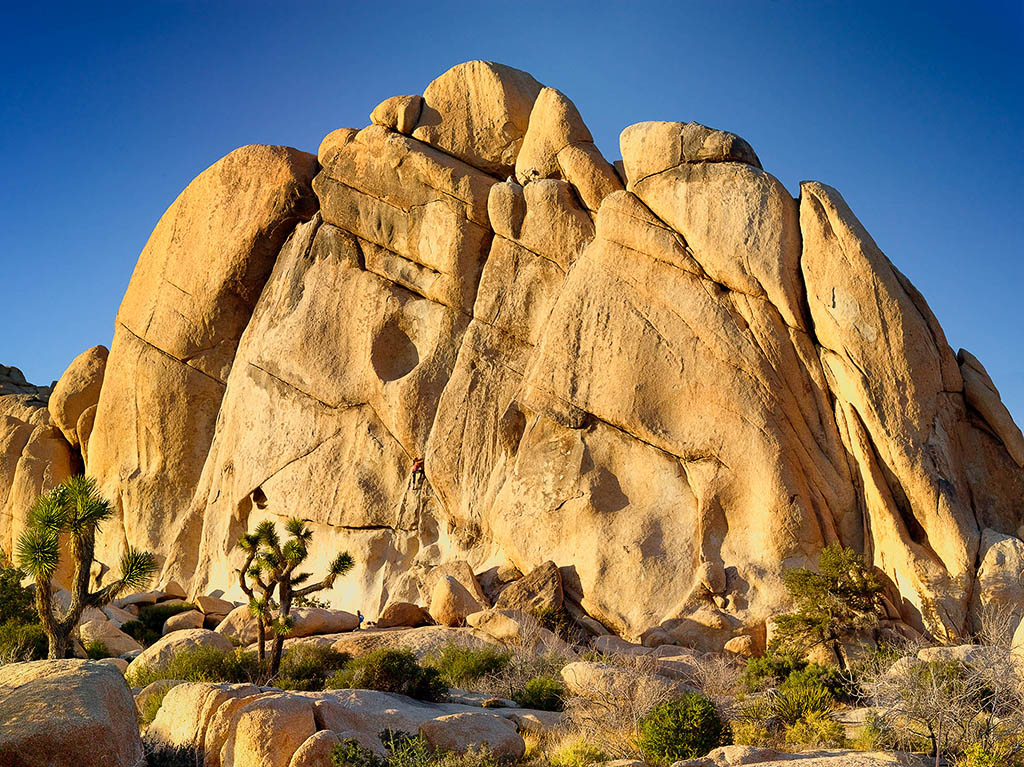
攀登婆子岩

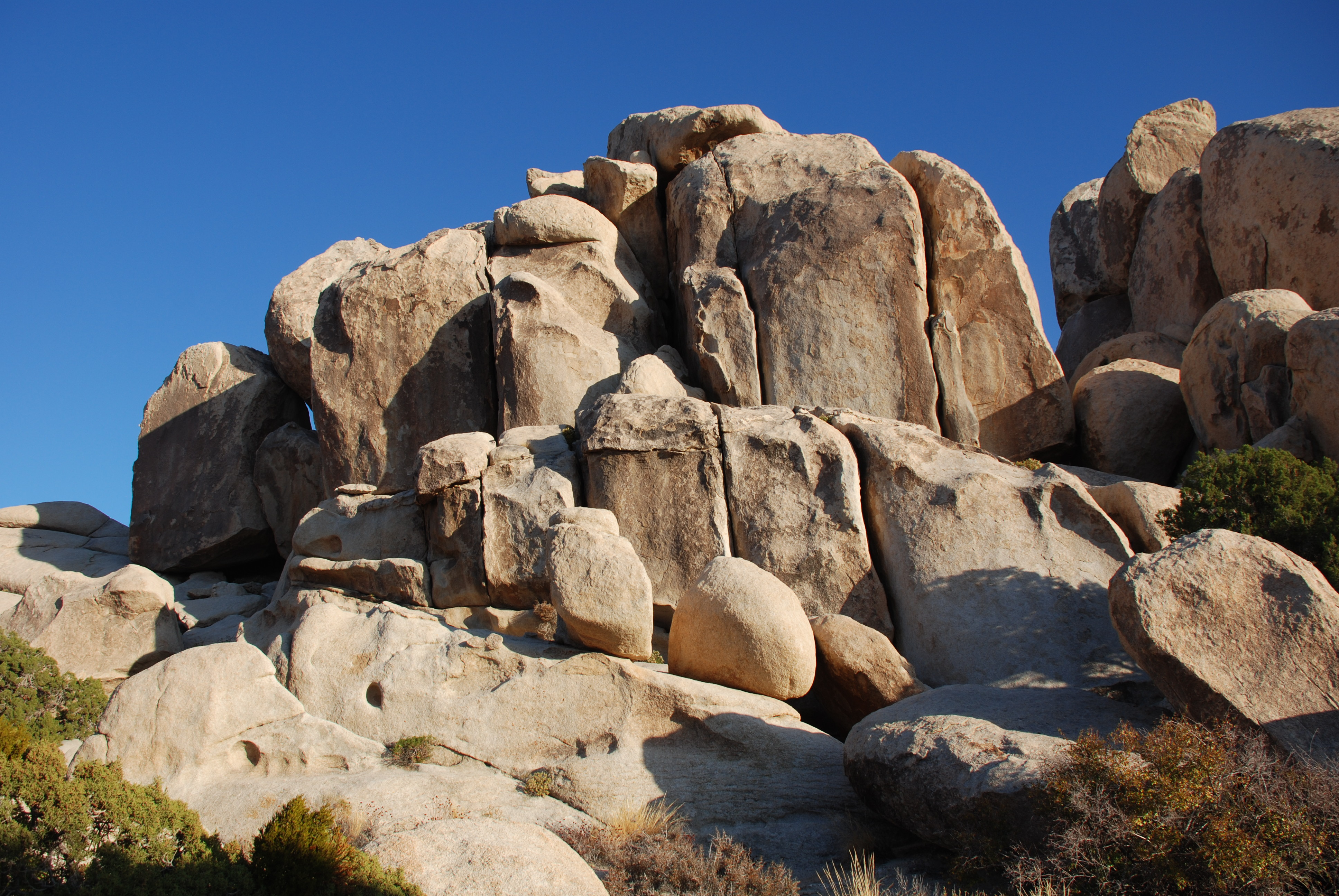
希普通道恐怖地带的北恐怖岩

约书亚树国家公园岩石地层形成于一亿年前地表下冷却的岩浆。地下水侵蚀矩形岩块而形成了球面。这些凸露地表的岩石被称为残山或残丘。

## 娱乐活动

### 露营
该公园拥有9个已建好的露营地，其中三个（黑岩露营地、印第安洞穴露营地和棉木露营地）向游客们提供水和抽水马桶。每个露营点每晚收取一定费用。黑岩露营地、印第安洞穴露营地和棉木露营地接受事先预定，而另外六个露营地则是谁先到，谁就先得到露营点的原则。在遵循几条规定的情况下，那些希望背包旅行之人可以允许在边远地区的露营。 

### 徒步旅行
约书亚树国家公园里有些徒步旅行的小径，其中许多小径可以从露营地进入。有些距离较短些的小径，诸如穿越隐秘谷的一英里长的徒步旅行向游客们提供了观看该公园美景的机会，但却没有离开隐秘谷太远而进入沙漠。加州骑马和徒步旅行的小径部分蜿蜒穿过该公园西部三十五英里，而面向该公园南部的凯斯景点的瞭望台（观光点）向游客们提供了考尔切斯谷和索尔顿湖（或索尔顿海Salton Sea）的美丽景致。
    该公园内的自然行走地方包括：
- 隐秘谷
- 印第安人洞穴
- 灌木仙人掌花园

较长的路线包括：
- 美国童子军徒步旅行和骑马路线
- 联络矿山
- 49棕榈绿洲
- 消失的马矿
- 消失的棕榈绿洲
- 赖安山
- 沃伦峰

### 攀岩运动
攀岩者们非常喜欢约书亚树国家公园。当约塞米蒂山谷和内华达山脉的其它地方被雪封住时，约书亚树国家公园原来是个冬季训练场地，但后来凭其自己的实力而成了有趣之地。该公园内有几千条不同困难级别命名的攀岩路线。这些路线特别短，而攀岩的岩石很少有超过230英尺（70米）的高度，但攀岩者们一般可以通过一条短距离轻松行走路径穿过这片沙漠而进入这些攀岩的岩石边；而且单单一天之内，一位攀岩者可能可以爬好几条有趣的路线。这些攀岩的岩石由一种非常粗糙花岗岩类型——石英二长岩组成。因为有些地方没有雪或冰的摩擦，攀岩的岩石更加粗糙，并不像约塞米蒂有雪或冰的摩擦而造成岩石表面光滑。

### 开车旅行
约书亚树国家公园的大部分道路都是未铺砌的，所以游客们所开车辆需要高的离地距离，最好是四轮驱动车辆。地质旅游路（Geology Tour Road）是位于约书亚树国家公园中心的另外一条未铺砌的公路。开四轮驱动车的游客们可以使用这条公路进行自我导游。该路线旅行中有16个停留点可以展现该地区的地质。

### 观鸟研究
约书亚树国家公园内有250多种鸟类，包括留鸟的沙漠鸟类，诸如大走鹃（Greater Roadrunner）和仙人掌鹪鹩（Cactus Wren），还有嘲鸫(Mochingbird)[AmE; 善鸣叫，并能模仿别种鸟的叫声，故名]、勒孔特的嘲鸫(Le Conte’s Thrasher)、黄头小山雀(Verdin)和甘贝尔的（北美）鹌鹑(Gambel’s Quail)。还有很多过境鸟，可能会在该公园里呆一到两个季节。约书亚树国家公园知名的观鸟点包括：扇形棕榈绿洲、巴克尔大坝和史密斯·沃特尔峡谷。王后谷和消失的马谷也提供很好的观鸟研究点，但由于缺水，这两个地方的鸟类物种范围不一样。还有些地方，观看纹背啄木鸟和橡树山雀非常不错。美国地质勘探局的一个鸟类清单上“什么鸟、什么时候以及目前状况”列出了约书亚树国家公园内239种鸟。

### 天文
约书亚树国家公园，还有附近的安扎-博雷戈沙漠州立公园（Anza-Borrego Desert State Park），是南加州一个很受欢迎的业余天文和观星（星辰凝望）之地。约书亚树国家公园因其黑暗的天空而闻名，很大程度上是由于加利福尼亚州南部的极端的光污染（光害）造成的。该公园的海拔和干燥的沙漠空气，还有加州南部相对稳定的大气层往往成为极好的天文观测环境。在波特尔黑暗天空级别(或等级)表（Bortle Dark-Sky Scale）上，约书亚树的天空黑暗范围被评定为绿色到蓝色。

## 野生生物
许多动物在约书亚树国家公园安家落户。鸟类、蜥蜴和地松鼠最容易被人们看到，因为它们主要在白天活动。然而，沙漠动物出来自由自在地走动的时间是在晚上。大部分夜间出没的动物包括：蛇、大角羊、更格卢鼠、郊狼（也叫草原狼、北美小狼）和黑尾长耳大野兔。
约书亚树国家公园里茁壮生长的动物通常针对有限的水资源和夏季高温有特别的适应能力。较小的哺乳动物和所有的爬行动物均在地下避暑。沙漠哺乳动物则比人体更有效地使用它们身体的水供应能力。从生理上来讲，爬行动物能适应少量的水而勉强过活。而对鸟类来说，当需要喝水时，它们能飞到水源处。然而，该公园里的泉水和（地下水）渗出地表的部分或小泉对许多动物的生存是必需的。
冬季期间，大多数爬行动物和许多小型啮齿类动物和各种昆虫进入冬眠的无效状态。然而，冬季是公园里鸟类最集中的时节，因为许多种候鸟的出现。
游客们观看野生动植物的好地方就是巴尔克大坝，从隐秘谷附近的公园地区进行短途的徒步旅行即可到达。有时，沙漠大角羊和黑尾鹿在大坝停留喝水。巴尔克坝区可进行观光。
公园的野生动植物包括： 
- 加州树蛙——僵雨蛙（拉丁学名为Hyla cadaverina中文学名为：雨蛙属僵死种）。人们可以在沿着该公园北部边缘平托（Pinto）断层产生的永久性水源的岩石中发现。
[15]
- 红斑蟾蜍，又名峡谷蟾蜍（拉丁学名为Bufo punctatus，中文学名为：蟾蜍属斑点种）是此沙漠的真正动物居民，其大部分生命都在该沙漠的地下度过。整个公园都有分布，而且，大而滋润的雨后该蟾蜍会从地下钻出来。[15]
- 金雕（拉丁学名为Aquila chrysaetos，中文学名为真雕属金雕）经常在公园里捕食。[16]
- 走鹃是容易识别的留鸟[16]
- 游客们经常可以听到黑腹翎鹑的鸣声。
[16]
- 塔兰托毒蛛(拉丁学名为：Aphonopelma iodium，中文学名为佛蛛科（或捕鸟蛛科）紫青种)，碧伟蜓（拉丁学名为：伟蜓属碧蜓，拉丁学名为：Anax junius) 以及巨型的沙漠金蝎（中文学名为：巨毛蝎属（或金蝎属）亚利桑那种，拉丁学名为Hadrurus arizonensis) 都是节肢动物，可以长到长达四英寸（十厘米）之多。
[17]
- 丝兰蛾（别名为：丝兰妻蝶，中文学名为：丝兰蛾属假丝兰蛾种，拉丁学名为 Tegeticula paradoxa）承担着对该公园以此命名的约书亚树授粉的责任。
[17]

## 公共莽原区
根据美国1964年莽原条例，约书亚树国家公园共789745英亩（约319598公顷）的土地中的429690英亩（173890公顷）的土地面积被指定为公共莽原区域，并由国家公园管理局（NPS）管理。美国国家公园管理局要求过夜露营的游客们在指定地点登记，也称为登记所。其它的要求包括禁止使用营地炉子作为敞开的篝火，以及运用“不留痕迹”的露营技术（也称为“可以打包背入的，就該打包背出 （或背进来背出去）”）。虽然游客们不允许在各个莽原区骑自行车，但却可以骑马。不过，预先需要获得一个在偏远地区骑马的许可证。

## 外部連結
- 官方网站，美国国家公园管理局
- 地圖 （页面存档备份，存于）
- Geologic Travel Cuide （页面存档备份，存于），美國地理研究所
- "Keys Ranch: Where Time Stood Still", a National Park Service Teaching with Historic Places (TwHP) lesson plan （页面存档备份，存于）

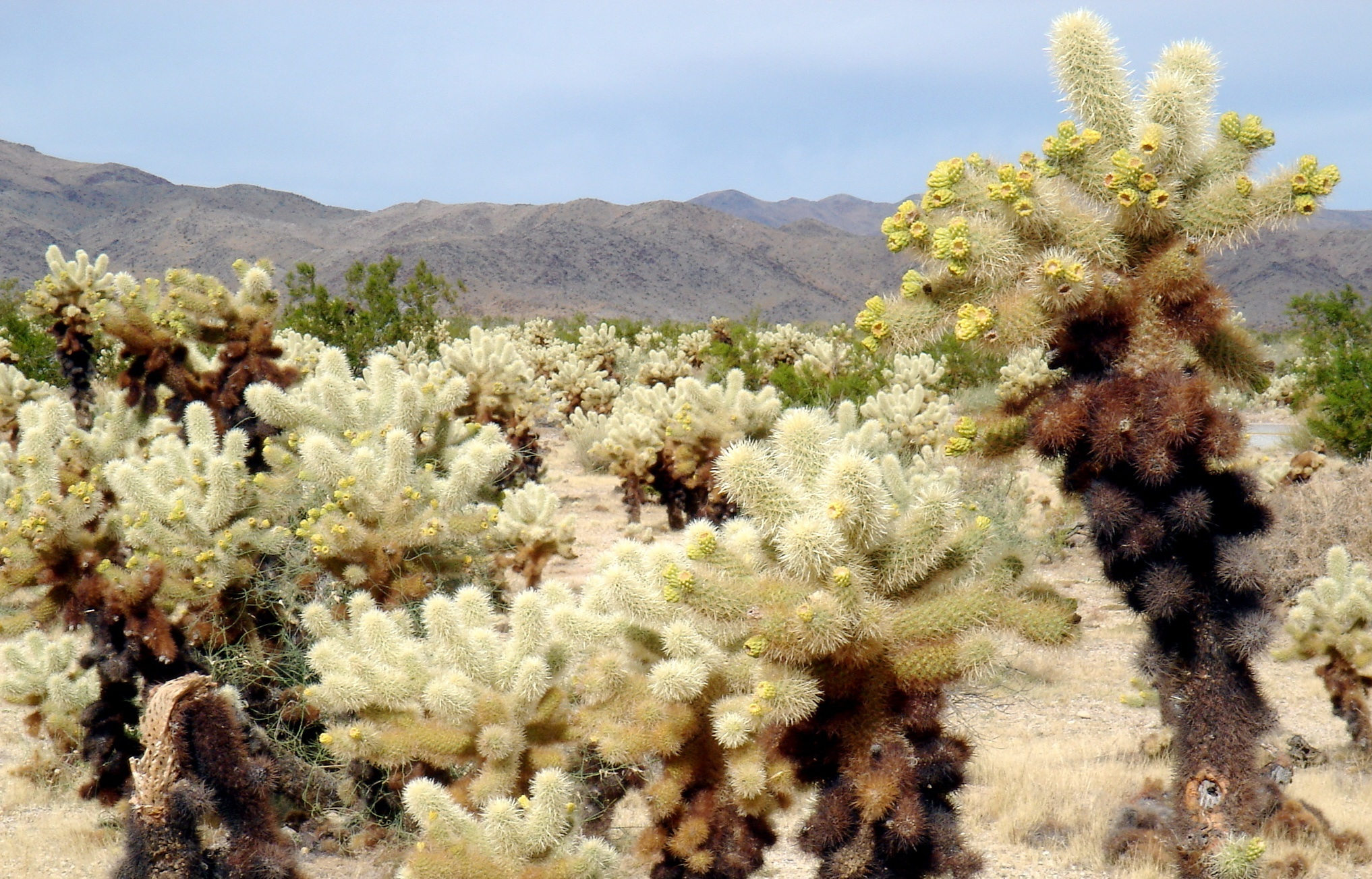
仙人掌花園

- Joshua Tree National Park Bird Checklist with seasonal info. （页面存档备份，存于）
- "Motorcycle Classics" Motorcycling through Joshua Tree National Park article （页面存档备份，存于）
- 美國地質調查局地名資訊系統：Hidden Valley
- OpenStreetMap上有關約書亞樹國家公園的地理